# 호쿠잔
북산국(北山國 호쿠잔쿠쿠)은 14세기에 개국한 것으로 추정되는 산잔 시대 당시 오키나와섬 북쪽에 위치한 왕국으로, 산북국(山北國 잔호쿠쿠쿠)이라고도 한다. 중산국의 왕인 상파지(尙巴志)가 1419년에 북산국을 공격하여 멸망시켰다.

## 국왕
| 대수 | 이름            | 재위 시작       | 재위 끝         | 다른 이름 | 비고             |
| ---- | --------------- | --------------- | --------------- | --------- | ---------------- |
| 1    | 하니지 (怕尼芝) | 1322년?         | 1395년?         | 하네지    | 나키진 왕가 출신 |
| 2    | 민 (珉)         | 1393년?         | 1395년? 1400년? |           | 하니지의 장남    |
| 3    | 한안치 (攀安知) | 1396년? 1401년? | 1416년          |           | 민의 장남        |

## 같이 보기
- 남산국(南山)
- 중산국(中山)